# Bennett Reisebureau

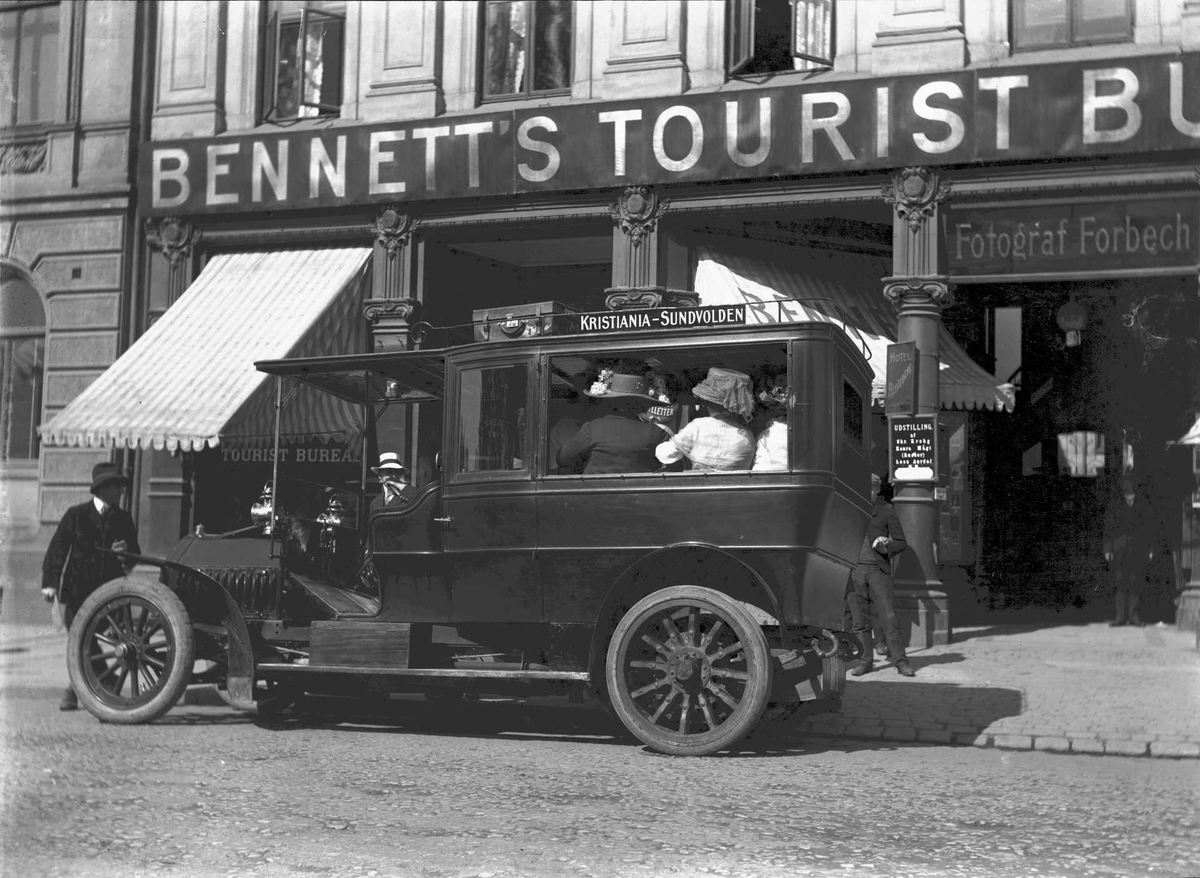
Turistbuss utanför Bennetts turistbyrå 1910.

Bennett Reisebureau var en norsk resebyrå, grundad 1850 i Kristiania av Thomas Bennett. Bolaget ombildades 1918 till aktiebolag och hade kontor flera länder i Europa och Amerika.
Bennett Reisebureau köptes 1995 upp av den brittiska koncernen Hogg Robinson Group plc.